# فريدي كورونيل
فريدي كورونيل (بالإسبانية: Freddy Coronel)‏ هو لاعب كرة قدم باراغواياني، ولد في 25 أبريل 1989 في أسونسيون في باراغواي. شارك مع منتخب الباراغواي تحت 20 سنة لكرة القدم. أما مع النوادي، فقد لعب مع سبورتيفو لوكوينو ونادي ليبرتاد.

## وصلات خارجية
- فريدي كورونيل على موقع قاعدة بيانات كرة القدم.إي يو (الإنجليزية)
- فريدي كورونيل على موقع Soccerway.com (الإنجليزية)
- فريدي كورونيل على موقع عالم كرة القدم.نت (الإنجليزية)